# مارتين بوينو
مارتين بوينو (بالإسبانية: Martín Bueno Imbrenda)‏ هو لاعب كرة قدم أوروغواياني، ولد في 19 يوليو 1991 في مونتيفيديو في الأوروغواي. لعب مع رامبلا جونيورز.

## وصلات خارجية
- مارتين بوينو على موقع قاعدة بيانات كرة القدم.إي يو (الإنجليزية)
- مارتين بوينو على موقع Soccerway.com (الإنجليزية)